# Scytodes tinkuan
Espèce
Scytodes tinkuan est une espèce d'araignées aranéomorphes de la famille des Scytodidae.

## Distribution
Cette espèce est endémique d'Acre au Brésil,. Elle se rencontre dans le parc national de la Serra do Divisor.

## Description
La femelle holotype mesure 3,80 mm.

## Publication originale
- Rheims & Brescovit, 2004 : On the Amazonian species of the genus Scytodes Latreille (Arachnida, Araneae, Scytodidae). Revista Brasileira de Zoologia, vol. 21, no 3, p. 525-533 (texte intégral).